# Junkers J 3
Lo Junkers J 3 era un monomotore monoplano sperimentale ad ala bassa realizzato dall'allora azienda tedesco imperiale Junkers & Co. negli anni dieci del XX secolo destinato all'uso militare e rimasto incompiuto.
Sviluppato su iniziativa privata da un gruppo di lavoro diretto da Otto Mader, sfruttava l'esperienza acquisita sui precedenti J 1 e J 2, ma venne abbandonato per progettare lo J 4 su specifiche Idflieg, noto con la designazione militare J.I.

## Storia del progetto
Le esperienze positive acquisite con lo sviluppo del primo velivolo realizzato su volontà di Hugo Junkers, che sfruttava una struttura interamente metallica, convinse l'ufficio tecnico dell'azienda ad avventurarsi nella progettazione e sviluppo di un nuovo modello da proporre all'Idflieg come velivolo militare. A tale scopo venne avviato il progetto identificato con la designazione aziendale J 3 e che si proponeva di essere adattato al ruolo di aereo da caccia monoposto e di aereo da osservazione biposto.
Il nuovo modello conservava l'impostazione dei precedenti, monomotore monoplano ad ala bassa, e la particolare tecnologia costruttiva, basata su una struttura tubolare in duralluminio ricoperta, sulla fusoliera da pannelli di alluminio e tela e sulle semiali da pannelli di alluminio ondulato, soluzione tecnica che contraddistinguerà la produzione Junkers fino ai primi anni trenta.
Il prototipo, relativo alla versione monoposto da caccia, iniziò ad essere realizzato presso lo stabilimento di Dessau alla fine dell'estate 1916 ma nel successivo ottobre, quando erano stati terminati sia la struttura della fusoliera che la velatura, Junkers si trovò in difficoltà finanziarie ed il suo sviluppo venne sospeso. La richiesta emessa dall'Idflieg per la fornitura di un modello che rispondesse alla specifiche della J-Typ klasse e che genererà il modello J 4, noto con la designazione militare J.I, fece abbandonare completamente il precedente modello.
Il J 3 rimase comunque a Dessau senza essere distrutto per essere in seguito esposto nella galleria aziendale prima di rimanere distrutto a seguito dei bombardamenti strategici durante la seconda guerra mondiale.